# František Hečko

František Hečko

František Hečko (n. 10 iunie 1905, Suchá nad Parnou, Trnavský kraj, Slovacia – d. 1 martie 1960, Martin, Žilinský kraj, Slovacia) a fost un scriitor și publicist slovac. Scrierile sale aparțin realismului socialist. Astfel, romanele sale prezintă în special transformările suferite în zona rurală în urma instaurării socialismului, iar lirica sa este mai mult baladescă, cu tematică socială.

## Scrieri
- 1931: Emigranții ("Vysťahovalci")
- 1942: Chiar la amiază ("Na pravé poludnie")
- 1948: Vinul roșu ("Červené víno")
- 1951: Satul de lemn ("Drevená dedina").